# Biskupi sejneńscy
Biskupi sejneńscy – biskupi diecezjalni i biskupi pomocniczy diecezji sejneńskiej.

## Biskupi

### Biskupi diecezjalni
| Lata urzędowania | Biskup | Biskup                       | Uwagi                                    |
| ---------------- | ------ | ---------------------------- | ---------------------------------------- |
| 1818–1820        |        | Jan Klemens Gołaszewski      |                                          |
| 1820–1823        |        | Ignacy Stanisław Czyżewski   |                                          |
| 1826–1834        |        | Mikołaj Jan Manugiewicz      |                                          |
| 1836–1847        |        | Paweł Straszyński            |                                          |
| 1863–1869        |        | Konstanty Ireneusz Łubieński |                                          |
| 1872–1893        |        | Piotr Paweł Wierzbowski      |                                          |
| 1897–1902        |        | Antanas Baranauskas          |                                          |
| 1910–1925        |        | Antanas Karosas              | następnie biskup diecezjalny Wyłkowyszek |

### Biskupi pomocniczy
| Lata urzędowania | Biskup | Biskup                         | Uwagi                                                                              |
| ---------------- | ------ | ------------------------------ | ---------------------------------------------------------------------------------- |
| 1819–1827        |        | Polikarp Augustyn Marciejewski |                                                                                    |
| 1828–1836        |        | Stanisław Kostka Choromański   | następnie arcybiskup metropolita warszawski                                        |
| 1883–1890        |        | Józef Hollak                   |                                                                                    |
| 1918–1925        |        | Romuald Jałbrzykowski          | następnie biskup diecezjalny łomżyński, późniejszy arcybiskup metropolita wileński |